# Мери Хигинс Кларк
Мери Хигинс Кларк (на английски: Mary Higgins Clark), родена Mary Theresa Eleanor Higgins, е американска писателка на бестселъри в жанра трилър.

## Биография и творчество
Родена е на 24 декември 1927 г. в Бронкс, Ню Йорк, САЩ. Тя е второто дете в католическото семейство на ирландския емигрант Лука Хигинс и съпругата му Нора Дъркин, която също е от ирландски произход. Има двама братя, по-големия Йосиф и по-малкия Джон. Мери Хигинс се интересува и започва да пише още като дете с малки стихотворения и детски пиески. Семейството ѝ се издържа добре от ирландски пъб, но баща ѝ умира внезапно, когато тя е на 10 години.
След неговата смърт започват финансови трудности, но майка им се стреми да изучи децата си. Мери Хигинс завършва училището „Свети Франциск Ксавиер“ и получава стипендия да продължи образованието си в академия „Villa Maria“, училище, ръководено от монахините на Конгрегацията де Нотр Дам дьо Монреал. Учителите ѝ я насърчават да развива таланта си да пише и на 16 години тя прави първи, но неуспешен, опит да публикува първото си произведение. За да подпомага семейството работи в хотел „Шелтън“. Въпреки усилията семейството губи жилището си и се премества в малък тристаен апартамент. През 1944 г. големият ѝ брат отива в армията, където обаче скоро заболява от гръбначен менингит и умира.
След като завършва гимназия, Мери Хигинс получава частична стипендия и отива в училището за секретарки „Wood“, за да може да си намери по-добра работа. През 1946 г. започва работа като секретарка и рекламен асистент в „Remington Rand“. Посещава вечерни курсове за реклама и промоциране. Уменията ѝ в писането са оценени от ръководството и са ѝ възлагани все по-отговорни задачи по подготовка на рекламните материали. Работи с бъдещия писател Джоузеф Хелър и неизвестния тогава Грейс Кели.
През 1949 г. минава конкурс и работи една година като стюардеса за „Pan American Airlines“ по международните полети, пътуващи през Европа, Африка и Азия.
Преди да започне работа за „Pan Am“ прави прощална сбирка на предишната си работа. На нея получава предложение за женитба от съседа си Уорън Кларк. На 26 декември 1949 г. те сключват брак. До смъртта му от инфаркт, едновременно с майка му, през 1964 г., те имат 6 деца – Мерилин, Уорън, Шарън, Дейвид, Карол и Патриша.
След женитбата напуска авиокомпанията през 1950 г. и се отдава на семейството. Междувременно се опитва да допълва доходите на семейството чрез писане на кратки разкази и посещава курсове по творческо писане към Университета на Ню Йорк. Там участва в създаването на Творческо ателие, чиято дейност продължава 40 години. Първият ѝ разказ „Stowaway“ (Пътник без билет) е откупен през 1956 г. от списание „Extension“ за 100$.
След смъртта на съпруга си ѝ е много трудно да гледа децата си. На първата Коледа без него тя им подарява по едно стихотворение, с което описва какво би искала да им подари. През 1965 г. започва да работи като сценарист и продуцент на радио „Robert G. Дженингс“ и пише четириминутни радиосценарии. Нейните агенти я убеждават да започне да пише романи, тъй като публикуването на разкази в списанията вече не се търси. Пише рано сутрин между 5 и 7 часа, преди 5-те ѝ деца да тръгнат на училище. Те също биват обучавани от малки, че трябва да работят и майка им успешно ги включва дори за участие в реклами.
През 1968 г. излиза дебютният ѝ роман „Aspire To The Heavens“, измислена история от живота на Джордж Вашингтон, но той не се продава добре, и тя решава да се насочи към съспенс романите. По-късно този роман бива „преоткрит“ от член на фамилията Вашингтон и е издаден през 2000 г. със заглавието „Mount Vernon Love Story“.
През 1970 г. преминава на работа в „Aerial Communications“ Ню Йорк, първоначално като сценарист и продуцент, а по-късно, до 1980 г., става творчески директор, партньор и вицепрезидент. Продължава да пише упорито, а на един писателски семинар намира своя агент Патриша Мирър, с която се сближават и работят съвместно 20 години.
Грижейки се за децата си и давайки им личен пример, Мери Кларк се записва в Университета „Fordham“ в Линкълн център, Ню Йорк, през 1971 г., и го завършва с пълно отличие и бакалавърска степен по философия през 1979 г.
Първият трилър на Мери Хигинс Кларк „Къде са децата?“ е публикуван през 1975 г. Той се превръща в бестселър и бележи повратна точка в живота и кариерата на писателката. Намерила вярната посока, тя се посвещава постепенно изцяло на писателското си поприще. След като първият ѝ трилър става бестселър, тя става много търсена като писател и вече няма проблеми със семейните финанси.
През 1978 г. се жени за Реймънд Плоец и с него живеят заедно до развода им през 1986 г. През 1980 г., заедно с двама нейни бивши колеги, създават своя собствена компания за радиосценарии „David J. Clark Enterprises“, като тя става председател на борда и творчески директор.
За написването на книгите си Мери Кларк пише предварителен сценарий и нещо като биографии на героите си. Пише глава след глава, като постоянно проверява дали те отговарят на първоначалния план. Когато главата е готова, тя я изпраща на редактора си. Така с приключването на последната глава романът вече е проверен, евентуално коригиран и може да бъде издаден най-бързо. Работи от 8 до 14 часа в кабинета си, освен ако не е в края на романа и бърза да го завърши.
С това темпо и установена печеливша формула Мери Кларк създава по един-два романа, годишно. Почти всички книги на Мери Хигинс Кларк са бестселъри в световен мащаб. Само в САЩ нейните романи са продадени в над 80 милиона копия.
Мери Хигинс Кларк е известна като „кралицата на съспенса“ и „майстор на конспирациите“, като има способността бавно да повищава напрежението, като в същото време внушава на читателя, че всеки е виновен. Героините в нейните романи са силни и независими млади жени, които се намират се намира в средата на тежък проблем, който трябва да решат със собствената си смелост и интелигентност. Героините ѝ са като истински хора, вземащи разумни решения, което прави по-лесно възприемането им от читателите. Историите ѝ в книгите не включват изрично секс или насилие, поради което те са станали популярни и сред възрастните, и сред младите читатели.
През 2000 г. Мери Кларк, заедно с дъщеря си Карол Хигинс Кларк, започват да издават няколко коледни тематични трилъра в серията „Риган Райли“. Според критиците тези романи са по-слаби поради по-лекия тон в тях.
Трилърите ѝ са били бестселъри № 1 във Франция, за което тя е удостоена с Голямата награда за криминална литература на Франция през 1980 г., също получава литературната награда на филмовия фестивал в Довил през 1999 г., а през 2000 г. е обявена за кавалер на Ордена на изкуствата и литературата на Франция.
През 1997 г. получава наградата „Horatio Alger“. Приета е през 2011 г. в Залата на славата на Ню Джърси за своя принос в литературата и благотворителността.
За приноса си към религията и католическата църква е удостоена с папската награда „Дама на Ордена на св. Григорий Велики“, „Дама на Малта“, и „Дама на Светия гроб в Ерусалим“.
Получила е още много награди и отличия. Осемнадесет пъти е удосноена с отличието „доктор хонорис кауза“ за своя принос към литературата от различни университети.
Много от нейните книги са филмирани в телевизията и в киното.
Член е на съвета на директорите на Американската асоциация на писателите на трилъри.
На 30 ноември 1996 г. Хигинс Кларк се омъжва за Джон Кониней, пенсионер, председател и главен изпълнителен директор на „Merrill Lynch“. Живеят в Садъл Ривър, Ню Джърси, апартамент до „Центръл парк“, Манхатън и Спринг Лейк, Ню Джърси. Те имат общо шестнадесет внуци – Мери шест и Джон десет. Тя е миноритарен собственик на „New Jersey Nets“. Обича да пътува и да свири на пиано.
Дъщеря ѝ Керъл Хигинс Кларк и доведената и дъщеря Мери Джейн Кларк също са писатели на трилъри. Двамата ѝ синове са съдии, а другата ѝ дъщеря е брокер на стоковата борса в Ню Йорк.
Мери Хигинс Кларк умира на 92 години на 31 януари 2020 г. в Нейпълс, Флорида

## Произведения

### Самостоятелни романи
- Aspire To The Heavens (1968 (Mount Vernon Love Story (2000)
- A Stranger is Watching (1977)
Присъдата, изд. „Гарант 21“ (1995), ИК „Бард“, София (2022), прев. Деян Кючуков
- The Cradle Will Fall (1980)
Престъпен експеримент, изд. „Гарант 21“ (1996, 1998), изд.: ИК „Бард“, София (2010), прев. Людмила Левкова
- A Cry in the Night (1982)
Вик в нощта, .: ИК „Хемус“, София (1992), изд.: ИК „Бард“, София (2006), прев. Веска Петрова
- Stilwatch (1984)
Репортажът, изд. „Гарант 21“ (1995), прев. Веселин Лаптев
- While My Pretty One Sleeps (1989)
Колекцията, изд. „Гарант 21“ (1995), прев. Станислава Миланова
- The Anastasia Syndrome and Other Stories (1989) – новели
Анастасия синдром, изд. „Абагар“ (1994), прев. Евгени Александров
- Loves Music, Loves to Dance (1991)
Обява за запознанства, изд. „Гарант 21“ (1995), прев. Ани Друмева
Обича музиката, обича да танцува, изд.: „СББ Медиа“, София (2014), прев. Анна Друмева
- All Around the Town (1992)
Деца из града, изд. „Албор“ (1995), ИК „Бард“, София (2022), прев. Левена Лазарова
- I'll Be Seeing You (1993)
Другото лице, изд.: ИК „Обсидиан“, София (1994, 1995), прев. Ралица Лалова
- Milk Run and Stowaway (1993) – две новели
- Remember Me (1994)
Къщата на спомените, изд.: ИК „Обсидиан“, София (1995), изд.: ИК „Бард“, София (2008), прев. Стоянка Сербезова
- Let Me Call You Sweetheart (1995)
Черни рози, изд.: ИК „Обсидиан“, София (1995), изд.: ИК „Бард“, София (2007), прев. Стоянка Сербезова
- Silent Night (1995)
Тиха нощ, изд. „Гарант 21“ (1996), изд.: ИК „Бард“, София (1998), прев. Крум Бъчваров
- Moonlight Becomes You (1996)
Лунната светлина ти отива, изд. „Албор“ (1996), прев. Станислава Миланова
- My Gal Sunday: Henry and Sunday Stories (1998)
Моето момиче Сънди, изд. „Кронос“ (1999), прев. Мая Калоферова
- Pretend You Don't See Her (1997)
Бягство, изд. „Кронос“ (1997, 1999), прев. Мая Калоферова
- You Belong to Me (1998)
Нежни убийства, изд. „Кронос“ (1998), прев. Людмила Левкова
- We'll Meet Again (1999)
Пак ще се срещнем, изд.: ИК „Бард“, София (1999), прев. Крум Бъчваров
- Before I Say Good-Bye (2000)
Преди да кажа сбогом, изд.: ИК „Бард“, София (2000), прев. Росица Панайотова
- On The Street Where You Live (2001)
Дневникът на един убиец, изд.: ИК „Бард“, София (2002), прев. Ивайла Божанова
- Daddy's Little Girl (2002)
Момиченцето на татко, изд.: ИК „Бард“, София (2002), прев. Татяна Божанова
- The Second Time Around (2003)
Тук и отново, изд.: ИК „Бард“, София (2003), прев. Елена Чизмарова
- Nighttime Is My Time (2004)
Нощта на бухала, изд.: ИК „Бард“, София (2004), прев. Татяна Виронова
- No Place Like Home (2005)
Домът на малката Лизи, изд.: ИК „Бард“, София (2005), прев. Ивайла Божанова
- Two Little Girls in Blue (2006)
Две малки момиченца в синьо, изд.: ИК „Бард“, София (2006), прев. Татяна Виронова
- I Heard That Song Before (2007)
Песента от параклиса, изд.: ИК „Бард“, София (2007), прев. Елена Чизмарова
- Where Are You Now? (2008)
Къде си сега?, изд.: ИК „Бард“, София (2001), прев. Мариана Христова
- Just Take My Heart (2009)
Сърце назаем, изд.: ИК „Бард“, София (2009), прев. Ивайла Божанова
- The Shadow of Your Smile (2010)
Сянката на твоята усмивка, изд.: ИК „Бард“, София (2010), прев. Елена Кодинова
- Daddy's Gone A Hunting (2013)
Безбожен час, изд.: ИК „Бард“, София (2013), прев. Ивайла Божанова
- Inherit the Dead (2013) – с Ч. Дж. Бокс, Лий Чайлд, Джон Конъли, Шарлейн Харис, Джонатан Сантлоуфър и Лайза Унгър
- The Melody Lingers on (2015)
Песен кръвна пее, изд.: ИК „Бард“, София (2016), прев. Ивайла Божанова
- I've Got My Eyes on You (2018)
Някой дебне в нощта, изд.: ИК „Бард“, София (20`8), прев. Ивайла Божанова
- Kiss the Girls and Make Them Cry (2019)

### Поредица „Къде са децата?“ (Where Are The Children?)
1. Where Are The Children? (1975)
Къде са децата?, изд. „Гарант 21“ (1996), ИК „Бард“, София (2021), прев. Людмила Левкова
2. Where Are the Children Now? (2023) – с Алафеър Бърк
Къде са децата днес?, изд.: ИК „Бард“, София (2023), прев. Венцислав Божилов

### Поредица „Алвира и Уили“ (Alvirah and Willy)
1. Weep No More, My Lady (1987)
Не плачи, любима, изд. „Силует 33“ София (1993), изд.: ИК „Бард“, София (2016), прев. Бистра Ружкова
2. The Lottery Winner and Other Stories (1994)
Играчът на лотария, изд. „Албор“ (1995), прев. Станислава Миланова
3. All Through The Night (1998)
През цялата нощ, изд.: ИК „Бард“, София (1998), прев. Крум Бъчваров
4. Deck the Halls (2000) – с Керъл Хигинс Кларк
Отвличане по Коледа, изд.: ИК „Бард“, София (2001), прев. Юлиян Стойнов
5. The Christmas Thief (2004) – с Керъл Хигинс Кларк
6. Santa Cruise (2006) – с Керъл Хигинс Кларк
7. Dashing Through the Snow (2008) – с Керъл Хигинс Кларк
8. I'll Walk Alone (2011)
Сама срещу всички, изд.: ИК „Бард“, София (2001), прев. Мариана Христова
9. The Lost Years (2012)
Изгубените години, изд.: ИК „Бард“, София (2012), прев. Ивайла Божанова
10. As Time Goes By (2016)
Домът, в който стените не помагат, изд.: ИК „Бард“, София (2016), прев. Цветана Генчева
11. All By Myself, Alone (2017)
Никога повече сама, изд.: ИК „Бард“, София (2017), прев. Левена Лазарова

Романите „Отвличане по Коледа“, „The Christmas Thief“, „Santa Cruise“ и „Dashing Through the Snow“ образуват серията „Риган Райли“ на Керъл Хигинс Кларк подсерия на „Уили и Елвира Мийн“.

### Поредица „Под съмнение“ (Under Suspicion) – сАлафеър Бърк
1. I've Got You Under My Skin (2014)
Под кожата ми, изд.: ИК „Бард“, София (2014), прев. Ивайла Божанова
2. The Cinderella Murder (2013)
Убийството на Пепеляшка, изд.: ИК „Бард“, София (2015), прев. Ивайла Божанова
3. All Dressed in White (2015)
Няма да има утре, изд.: ИК „Бард“, София (2016), прев. Ивайла Божанова
4. The Sleeping Beauty Killer (2016)
Убиецът на Спящата красавица, изд.: ИК „Бард“, София (2016), прев. Анета Макариева-Лесева
5. Every Breath you Take (2017)
Щом поемеш дъх, изд.: ИК „Бард“, София (2018), прев. Ивайла Божанова
6. You Don't Own Me (2018)
7. Piece of My Heart (2020)
Частица от моето сърце, изд.: ИК „Бард“, София (2021), прев. Ивайла Божанова
8. It Had to Be You (2024)

### Новели
1. He Sees You When You're Sleeping (2001)
Грешникът: Мистериозното пътуване на един егоист, изд.: ИК „Бард“, София (2001), прев. Емилия Масларова – в съавторство с дъщеря си Керъл Хигинс Кларк

### Сборници
- Murder in Manhattan (1988) – с други
- The Anastasia Syndrome (1989)
- That's the Ticket / Voices in the Coal Bin (1990) – с Керъл Хигинс Кларк
- Stowaway and Milk Run (1993)
- Death on the Cape and Other Stories (1993)
- My Gal Sunday (1996)
- Death Wears a Beauty Mask (2015)
Смъртта носи маска за красота, изд.: ИК „Бард“, София (2015), прев. Елена Чизмарова, съдържа и „Гратисчията“, „Когато клонът се счупи“, „Гласове в сандъка за въглища“, „Маскарад в Кейп Код“, „Определено е престъпление от страст“, „Съседът“, „Не сме ли се срещали и преди“, „Нещо странно се среща напоследък“, „Издайническото мъркане“

### Разкази
- Death at the Cape (1989)
- Lucky Day (1989)
- The Lost Angel (1990)
- Voices in the Coal Bin (1990)
- Terror Stalks the Class Reunion (1990)
- Voices in the Coalbin (1990)
- The Body in the Closet (1995)
- Double Vision (1998)

### Детски книги с илюстрации
- Ghost Ship: A Cape Cod Story (2007)
- The Magical Christmas Horse (2011) – с илюстрации от Уендъл Минор

### Документалистика
- Mother Salut (1993) – в съавторство с Ейми Тан и Мая Анджелоу
- Kitchen Privileges (2001)

### Екранизации

#### Филмови адаптации
- 1982 A Stranger Is Watching
- 1986 Where Are The Children?
- 2002 We'll Meet Again
- 2002 Lucky Day
- 2002 All Around The Town

#### Телевизионни адаптации
- 1983 The Cradle Will Fall
- 1987 Stillwatch
- 1992 Weep No More, My Lady
- 1992 Double Vision
- 1992 A Cry in the Night
- 1992 Terror Stalks the Class Reunion
- 1995 Remember Me (Clark appears as the character Mary)
- 1997 Let Me Call You Sweetheart
- 1997 While My Pretty One Sleeps (Clark appears as the character Mary)
- 1998 Moonlight Becomes You
- 2001 You Belong to Me
- 2001 Loves Music, Loves to Dance
- 2002 He Sees You When You're Sleeping (directed by David Winning)
- 2002 Pretend You Don't See Her
- 2002 Lucky Day
- 2002 Haven't We Met Before?
- 2002 All Around The Town
- 2002 We'll Meet Again
- 2003 A Crime of Passion
- 2004 I'll Be Seeing You
- 2004 Before I Say Good-Bye
- 2004 Try to Remember